# Gesprochene Sprache
Gesprochene Sprache sind im buchstäblichen Sinn alle mit dem menschlichen Sprechapparat produzierten mündlichen Äußerungen einer Sprache (Lautsprache), im Unterschied zur geschriebenen Sprache, der visuell und manuell orientierten Gebärdensprache und der Parasprache.
In einem eingeschränkteren, sprachwissenschaftlichen Sinn zählt als gesprochene Sprache nur spontanes, frei formuliertes Sprechen in nicht gestellten, unbeobachteten Kommunikationssituationen, wie es etwa in Gesprächen zwischen zwei oder mehreren Beteiligten produziert wird. In diesem Sinn fällt dann der mündliche Vortrag schriftlich vorformulierter Texte nicht unter den Begriff Gesprochene Sprache. Zu den besonderen Produktionsbedingungen der gesprochenen Sprache gehören neben der geringeren Normierung die Situationsgebundenheit, die Interaktivität und die geringere Verarbeitungszeit des Sprechens. Zu den Besonderheiten der Form gesprochener Sprache gehören Ellipsenbildung, das heißt Sprechen in syntaktisch unvollständigen Sätzen, die Verwendung von Interjektionen, verschiedene Korrekturphänomene sowie die Hörer- und Sprechersignale, sogenannte Gliederungssignale.

## Merkmale
Gesprochenes und geschriebenes Deutsch sind Varianten des Sprachsystems und Sprachgebrauchs. Zunächst basiert auch unsere gesprochene Sprache auf den morphologischen und syntaktischen Regeln der Schriftsprache, in der Mehrzahl der Fälle kann eine gewisse Einhaltung von Regeln in puncto Grammatik und Syntax verzeichnet werden; es werden bestimmte standardisierte Wortfolgen wie Subjekt, Prädikat und Objekt eingehalten. Da die gesprochene Sprache jedoch unter anderen Bedingungen entsteht, gibt es eine Reihe von Besonderheiten, die mit dem natürlichen Spracherwerb erlernt wurden und während des Sprechvorgangs nicht mehr bewusst wahrgenommen werden. Sie beruhen insbesondere auf der Wahrnehmung der Sprechsituation (anwesende Personen, fokussierbare Objekte etc.). Die lautliche Realisierung bietet spezifische Möglichkeiten der Nuancierung und des Emotionsausdrucks.
Die gesprochene Sprache ist ein flüchtiges Medium. Daraus ergibt sich eine geringere Vorausplanungskapazität auf der Sprecherseite und die Notwendigkeit, den Beitrag in der laufenden Interaktion zu verankern, ohne durch Unterbrechungen das Rederecht zu verlieren. Es werden andere Anforderungen an das Verstehen und Verstandenwerden gestellt als an einen schriftsprachlichen Text, der ohne Zeitdruck verfasst und beliebig oft gelesen werden kann. Das spontane Gespräch ist interaktiv, der Hörer ist am Zustandekommen des Sprecherbeitrags durch Rückmeldungen (z. B. durch Interjektionen wie „hm“ oder durch Mimik) beinahe ebenso beteiligt wie der Sprecher selbst. Die „Redekonstellation“, das heißt, in welchem Zusammenhang ich mit wem spreche, ist genau so prägend für die Kommunikation wie Alter, Rang, Geschlecht, Dialektraum, Einstellung und Verhalten der Sprechenden. Viele verbale Erklärungen können durch nonverbale Aktionen und durch den Verweis auf den gemeinsamen Erfahrungsraum eingespart werden. Detaildarstellungen zum situativen Zeigen (Deixis), zur Ellipse und zu anderen Phänomenen gaben am Beispiel der deutschen Sprache Zifonun, Hoffmann und Strecker 1997.

## Ellipsen
Bei den Ellipsen handelt es sich – im Sinne der traditionellen Grammatik – um unvollständige Sätze. Da auch die mündliche Kommunikation auf einer gemeinsamen Syntax und auf gemeinsamem Wissen von der Welt basiert, aber zusätzlich eine gemeinsame räumlich-situative Erfahrung existiert, erlaubt und erfordert die Sprachökonomie eine Vermeidung von Redundanzen. Ein nahezu klassischer Fall einer Ellipse besteht in einer Antwortellipse, die in dem folgenden Beispiel aufgezeigt werden soll:
A: Dieses Jahr fahre ich mal wieder in den Urlaub.
B: Wohin?
A: In die Provence.
B: Allein?
A: Mit meiner Frau.
B: Wann?
A: Im Juni.
Es handelt sich hier um eine Konstruktionsübernahme. Ein einmal errichtetes syntaktisches „Fundament“ bleibt so lange gültig, bis durch einen Themenwechsel ein neues geschaffen werden muss. Innerhalb einer solchen Konstruktion wird nur das ausgesprochen, was für den Hörer überhaupt neu und informativ ist. Werden dennoch vermeintlich überflüssige Informationen gegeben, bedient sich der Sprecher vollständiger Sätze, obwohl er auch so verstanden werden könnte, misst er damit seiner Äußerung eine besondere Bedeutung bei, die auch vom Hörer wahrgenommen wird. So kann es sich um den Versuch handeln, die eigene sprachliche Kompetenz unter Beweis zu stellen. Ellipsen sind verständlich, weil die durch Mimik, Gestik oder gemeinsames Wissen erzeugten Verweise dafür sorgen, dass die Gesprächsteilnehmer ihre Syntax synchronisieren können.

## „Wahrnehmungsfenster“ und Korrekturphänomene
Der Sprecher verfügt über eine nur geringe Vorausplanungskapazität. Der zeitliche Rahmen bewegt sich im Bereich von etwa 3 Sekunden. Der Hirnforscher und Gestaltpsychologe Ernst Pöppel spricht hier von einem „Wahrnehmungsfenster“, innerhalb dessen eine Integration von Reizen stattfinden kann. Sequentielle (zeitlich nacheinander ablaufende) Informationen, wie sie beim Sprechen vermittelt werden, können als gleichzeitig wahrgenommen werden. In diesem Zeitraum gelingt (abgesehen von einigen wenigen rhetorisch geschulten Menschen, die über ein großes Repertoire „vorgestanzter“ Formulierungen verfügen) selten ein Satz „mit Punkt und Komma“. Dem Sprecher liegt im Allgemeinen zu Beginn seiner Äußerung noch keine endgültige syntaktische Struktur vor. Somit entsteht häufig die Notwendigkeit, das bereits eingeleitete Sprechen abzubrechen. Gedanken werden neu strukturiert, um dann neu zu beginnen (Satzabbruch) oder bestehende Konstruktionen werden in andere überführt (Anakoluth), sodass man von einer „allmählichen Verfertigung der Gedanken beim Reden“ (Heinrich von Kleist) sprechen kann.
Eine mündliche Äußerung kann im Gegensatz zur Schriftsprache durch Korrekturen nicht mehr zurückgenommen werden, doch lässt sich der Weg der Sprachproduktion zurückverfolgen. Da es hier häufig zu Redundanzen kommt, erfüllen auch Korrekturen einen wichtigen kommunikativen Zweck: Disambiguierung (Schaffung von Eindeutigkeit), Präzisierung und Spezifizierung, inhaltliche Abschwächung oder Distanzierung. Selbstkorrekturen (Reparaturen) dienen der Verständnissicherung, selten auch der Imagesicherung. Die Regularitäten sind in Zifonun/Hoffmann/Strecker (1997:443ff.) dargestellt. Abbrüche können auch vom Interaktionspartner durch ein passendes Hörersignal, durch nonverbale Faktoren, wie einen „zweifelnden“ Blick oder ein Kopfschütteln, aber auch schlichtweg durch das Ausbleiben solcher Signale herbeigeführt werden. Ein beliebtes Spiel beim Telefonieren besteht in der Unterdrückung von Hörersignalen wie „hm“, „ja“. Nach kurzer Zeit erfolgt durch den Sprecher ein irritiertes „Bist Du noch dran?“

## Gliederungssignale als kommunikatives Element der Sprache
Bis Mitte der 1960er Jahre galt in Deutschland der Satz der Schriftsprache als Norm auch für die gesprochene Sprache. Im Zuge der „kommunikativ-pragmatischen Wende“ in der Sprachwissenschaft, die unter der Einwirkung pragmatischer und soziolinguistischer Theorien zustande kam, wurden zu Beginn der 1970er die Besonderheiten der gesprochenen Sprache gegenüber der Schriftsprache rehabilitiert. Eine große Rolle spielte auch die Kommunikationstheorie der Gruppe um Paul Watzlawick, nach der jede Kommunikation eine Einheit von Inhalts- und Beziehungsaspekt darstellt, eine Erkenntnis, der sich auch die Sprachwissenschaft auf Dauer nicht verschließen konnte. Hier waren es speziell die Gliederungssignale, die als ein kommunikatives Element ausgemacht wurden, nachdem sie zuvor bei der Verschriftung gesprochener Texte als störend galten und regelmäßig getilgt wurden. Lexikalische (durch Laute repräsentierte) Hörer- und Sprechersignale, wie zum Beispiel „äh“, „öh“, „also“ und „nicht wahr“ sorgen in der mündlichen Kommunikation dafür, dass die Portionierung einer Äußerung in kleinere Einheiten möglich gemacht und die Beziehung von Sprecher und Hörer hinsichtlich der Redeübernahme (turn-taking) und der Sicherung des Rederechts geregelt wird.
Neben diesen lexikalischen Gliederungssignalen und der inhaltlich-thematischen Gliederung sind es vor allem prosodische Elemente, das heißt Stimmsenkung und -erhöhung, gefüllte und ungefüllte Pausen, die eine Binnengliederung der Sprecherbeiträge in kleinere kommunikative Einheiten bewirken.
Viele psychotherapeutische Richtungen kritisieren das „uneigentliche Sprechen“, was den Gebrauch von Einleitungsfloskeln wie „Ich meine…“, „ich denke, dass…“ etc. betrifft. Hier ist anzumerken, dass es sich meist nicht um eine referentielle (inhaltlich bezogene) Verwendung solcher Floskeln handelt. Es wird lediglich der Versuch gemacht, das Rederecht zu behaupten. Der redundante Teil der Äußerung wird dabei an den Anfang gestellt, sodass bei der Vergabe der Informationen das Rederecht als gesichert gelten kann.
Bei Erzählungen, die eine längere Aufmerksamkeit erfordern, erscheinen sogenannte Episodenmarken als Einleitung: „Weißt Du, was mir gestern passiert ist?“, „Hast du schon gehört?“ Hier signalisiert der Sprecher, dass er mit der Bereitschaft seiner Zuhörer rechnet, ihm für einen größeren Zeitraum das Wort zu überlassen. Oft ist mit einem falschen Signal schon die Grundlage für eine gestörte Kommunikation gesetzt. Wer im Freundeskreis seine Sätze mit „Pass mal auf…“ einleitet, kann bei Fremden missverstanden werden, die die Floskel: „Passen Sie mal auf!“ als Drohung oder Belehrung empfinden könnten.

## Wissenschaft
Die Untersuchung der gesprochenen Sprache ist u. a. Gegenstand der Sprachwissenschaft, der Phonetik, der Kommunikationswissenschaft und der Sprechwissenschaften.
Die Computerlinguistik beschäftigt sich insbesondere bei der Entwicklung von Spracherkennung- und -synthese mit der gesprochenen Sprache.
Die Sprechwirkung beschäftigt sich mit der hörerseitigen Interpretation von nicht-linguistischer Information in mündlichen Äußerungen (die als weitere Information zumeist, aber nicht zwingend, auch gesprochene Sprache beinhalten).